# Municipalità di Senak'i
La municipalità di Senak'i (in georgiano სენაკის მუნიციპალიტეტი?) è una municipalità georgiana della Mingrelia-Alta Svanezia.
Nel censimento del 2002 la popolazione si attestava a 52 112 abitanti. Nel 2014 il numero risultava essere 39 652.
La città di Senak'i è il centro amministrativo della municipalità, la quale si estende su un'area di 521 km².

## Popolazione
Dal censimento del 2014 la municipalità risultava costituita al 99,56% da persone di etnia georgiana.

## Monumenti e luoghi d'interesse
- Nokalakevi
- Teatro statale di Senak'i
- Parco nazionale di Kolkheti